# فرودگاه تک‌بانده لاوا انتینو
فرودگاه تک‌بانده لاوا انتینو (به انگلیسی: Lawa Antino Airstrip) یک فرودگاه همگانی است . این فرودگاه در شهر آنتونیو، سورینام کشور سورینام قرار دارد .